# Alabama State Route 44
Alabama State Route 44 ist ein in Ost-West-Richtung verlaufender Highway im US-Bundesstaat Alabama.
Der Highway beginnt am U.S. Highway 43 und an der Alabama State Route 118 nahe Guin und endet nahe Brilliant an der Alabama State Route 129. Die zweispurige State Route dient als Verbindung zwischen Guin und Brilliant. Zwei Meilen vor Brilliant trifft sie auf dem U.S. Highway 78, der zukünftigen Interstate 22.